# 多古町
多古町（日语：／ Tako machi */?）是千葉縣香取郡的一町。往成田市的通勤率為19.6%（平成22年國勢調査）。

## 地理
位於下總台地與九十九里平原之間，九十九里平原最大的河川栗山川流過町中央。西鄰成田機場。

### 鄰接自治體
- 匝瑳市
- 香取市
- 成田市
- 山武郡芝山町
- 山武郡橫芝光町

## 歷史
- 繩文時代：發現獨木舟等繩文時代遺跡。
- 彌生時代：稻作興盛，現在仍以「多古米」行銷全國。
- 古墳時代：柏熊古墳群與北條塚古墳群等，是九十九里濱至香取海（日语：香取海）的要衝。
- 平安前期：九十九里濱至香取海與陸奧國的交通要衝。延曆16年（797年）征夷大將軍坂上田村麻呂在蝦夷征討（日语：蝦夷征討）途中參拜松崎神社（日语：松崎神社）。
- 平安後期：房總藤原氏所領之千田莊（日语：千田荘）（現在的多古町）是上總、下總兩國的中心。治承4年（1180年），皇嘉門院判官代（日语：院司）藤原親政（日语：藤原親政）（千田親政）敗於源賴朝，之後為千葉氏所領。
- 江戶時代：德川家康入府江戶，保科正光入主多古（日语：多胡藩）。之後為松平（久松）家領地。

### 沿革
- 1889年（明治22年）4月1日　多古村、東條村、久賀村、中村、常磐村成立。
- 1891年（明治24年）6月29日　多古村町制施行，多古町成立。
- 1951年（昭和26年）4月1日　多古町與東条村合併。
- 1954年（昭和29年）3月31日　多古町、久賀村、中村、常磐村4町村合併，現在的多古町成立。

### 行政區域變遷
- 變遷年表

| 多古町域變遷（年表） | 多古町域變遷（年表） | 多古町域變遷（年表） |
| 年                   | 月日                 | 現多古町町域相關行政區域變遷 |
| -------------------- | -------------------- | --- |
| 1889年（明治22年）   | 4月1日               | 町村制施行，以下各村成立。 - 多古村 ← 多古村、島村、千田村、林村、五反田村、染谷村、喜多村、飯笹村、間倉村、一鍬田村 - 東條村 ← 船越村、牛尾村 - 常磐村 ← 川島村、方田村、坂村、松崎村、南玉造村 - 久賀村 ← 香取郡久賀村與下埴生郡十余三村 - 中村 ← 南中村、北中村、南並木村、南借當村、南和田村、中村新田 |
| 1891年]（明治24年）  | 6月29日              | 多古村施行町制，為多古町。 |
| 1951年（昭和26年）   | 4月1日               | 多古町、東條村合併為多古町。 |
| 1954年（昭和29年）   | 3月31日              | 多古町、久賀村、中村、常磐村合併為多古町。 |

- 變遷表

| 多古町町域變遷表 | 多古町町域變遷表 | 多古町町域變遷表 | 多古町町域變遷表       | 多古町町域變遷表 | 多古町町域變遷表     | 多古町町域變遷表      | 多古町町域變遷表       | 多古町町域變遷表 | 多古町町域變遷表 |
| 1868年 以前      | 1868年 以前      | 1868年 以前      | 明治元年 - 明治22年    | 明治22年 4月1日  | 明治22年 - 昭和19年  | 昭和20年 - 昭和64年   | 昭和20年 - 昭和64年    | 平成元年 - 現在  | 現在             |
| ---------------- | ---------------- | ---------------- | ---------------------- | ---------------- | -------------------- | --------------------- | ---------------------- | ---------------- | ---------------- |
| 香取郡           |                  | 多古村           | 多古村                 | 多古村           | 明治24年6月29日 町制 | 昭和26年4月1日 多古町 | 昭和29年3月31日 多古町 | 多古町           | 多古町           |
| 香取郡           | 島村             |                  |                        | 多古村           | 明治24年6月29日 町制 | 昭和26年4月1日 多古町 | 昭和29年3月31日 多古町 | 多古町           | 多古町           |
| 香取郡           | 水戶村           |                  |                        | 多古村           | 明治24年6月29日 町制 | 昭和26年4月1日 多古町 | 昭和29年3月31日 多古町 | 多古町           | 多古町           |
| 香取郡           | 千田村           |                  |                        | 多古村           | 明治24年6月29日 町制 | 昭和26年4月1日 多古町 | 昭和29年3月31日 多古町 | 多古町           | 多古町           |
| 香取郡           | 林村             |                  |                        | 多古村           | 明治24年6月29日 町制 | 昭和26年4月1日 多古町 | 昭和29年3月31日 多古町 | 多古町           | 多古町           |
| 香取郡           | 五反田村         |                  |                        | 多古村           | 明治24年6月29日 町制 | 昭和26年4月1日 多古町 | 昭和29年3月31日 多古町 | 多古町           | 多古町           |
| 香取郡           | 染谷村           |                  |                        | 多古村           | 明治24年6月29日 町制 | 昭和26年4月1日 多古町 | 昭和29年3月31日 多古町 | 多古町           | 多古町           |
| 香取郡           |                  | 東佐野村         | 明治10年 喜多村        | 多古村           | 明治24年6月29日 町制 | 昭和26年4月1日 多古町 | 昭和29年3月31日 多古町 | 多古町           | 多古町           |
| 香取郡           | 中佐野村         |                  | 明治10年 喜多村        | 多古村           | 明治24年6月29日 町制 | 昭和26年4月1日 多古町 | 昭和29年3月31日 多古町 | 多古町           | 多古町           |
| 香取郡           | 東台村           |                  | 明治10年 喜多村        | 多古村           | 明治24年6月29日 町制 | 昭和26年4月1日 多古町 | 昭和29年3月31日 多古町 | 多古町           | 多古町           |
| 香取郡           | 井野村           |                  | 明治10年 喜多村        | 多古村           | 明治24年6月29日 町制 | 昭和26年4月1日 多古町 | 昭和29年3月31日 多古町 | 多古町           | 多古町           |
| 香取郡           | 大原村           |                  | 明治10年 喜多村        | 多古村           | 明治24年6月29日 町制 | 昭和26年4月1日 多古町 | 昭和29年3月31日 多古町 | 多古町           | 多古町           |
| 香取郡           | 飯笹村           |                  |                        | 多古村           | 明治24年6月29日 町制 | 昭和26年4月1日 多古町 | 昭和29年3月31日 多古町 | 多古町           | 多古町           |
| 香取郡           | 間倉村           |                  |                        | 多古村           | 明治24年6月29日 町制 | 昭和26年4月1日 多古町 | 昭和29年3月31日 多古町 | 多古町           | 多古町           |
| 香取郡           | 一鍬田村         |                  |                        | 多古村           | 明治24年6月29日 町制 | 昭和26年4月1日 多古町 | 昭和29年3月31日 多古町 | 多古町           | 多古町           |
| 香取郡           |                  | 牛尾村           | 牛尾村                 | 東條村           | 東條村               | 昭和26年4月1日 多古町 | 昭和29年3月31日 多古町 | 多古町           | 多古町           |
| 香取郡           | 船越村           |                  |                        | 東條村           | 東條村               | 昭和26年4月1日 多古町 | 昭和29年3月31日 多古町 | 多古町           | 多古町           |
| 香取郡           |                  | 井戶山村         | 明治10年 久賀村        | 久賀村           | 久賀村               | 久賀村                | 昭和29年3月31日 多古町 | 多古町           | 多古町           |
| 香取郡           | 寺作村           |                  | 明治10年 久賀村        | 久賀村           | 久賀村               | 久賀村                | 昭和29年3月31日 多古町 | 多古町           | 多古町           |
| 香取郡           | 御所台村         |                  | 明治10年 久賀村        | 久賀村           | 久賀村               | 久賀村                | 昭和29年3月31日 多古町 | 多古町           | 多古町           |
| 香取郡           | 高津原村         |                  | 明治10年 久賀村        | 久賀村           | 久賀村               | 久賀村                | 昭和29年3月31日 多古町 | 多古町           | 多古町           |
| 香取郡           | 大門村           |                  | 明治10年 久賀村        | 久賀村           | 久賀村               | 久賀村                | 昭和29年3月31日 多古町 | 多古町           | 多古町           |
| 香取郡           | 檜木村           |                  | 明治10年 久賀村        | 久賀村           | 久賀村               | 久賀村                | 昭和29年3月31日 多古町 | 多古町           | 多古町           |
| 香取郡           | 出沼村           |                  | 明治10年 久賀村        | 久賀村           | 久賀村               | 久賀村                | 昭和29年3月31日 多古町 | 多古町           | 多古町           |
| 香取郡           | 本三倉村         |                  | 明治10年 久賀村        | 久賀村           | 久賀村               | 久賀村                | 昭和29年3月31日 多古町 | 多古町           | 多古町           |
| 香取郡           | 次浦村           |                  | 明治10年 久賀村        | 久賀村           | 久賀村               | 久賀村                | 昭和29年3月31日 多古町 | 多古町           | 多古町           |
| 香取郡           | 西古內村         |                  | 明治10年 久賀村        | 久賀村           | 久賀村               | 久賀村                | 昭和29年3月31日 多古町 | 多古町           | 多古町           |
| 香取郡           | 谷三倉村         |                  | 明治10年 久賀村        | 久賀村           | 久賀村               | 久賀村                | 昭和29年3月31日 多古町 | 多古町           | 多古町           |
| 下埴生郡         |                  |                  | 明治5年 十余三村一部分 | 久賀村           | 久賀村               | 久賀村                | 昭和29年3月31日 多古町 | 多古町           | 多古町           |
| 香取郡           |                  | 川島村           | 川島村                 | 常磐村           | 常磐村               | 常磐村                | 昭和29年3月31日 多古町 | 多古町           | 多古町           |
| 香取郡           | 方田村           |                  |                        | 常磐村           | 常磐村               | 常磐村                | 昭和29年3月31日 多古町 | 多古町           | 多古町           |
| 香取郡           | 坂村             |                  |                        | 常磐村           | 常磐村               | 常磐村                | 昭和29年3月31日 多古町 | 多古町           | 多古町           |
| 香取郡           | 松崎村           |                  |                        | 常磐村           | 常磐村               | 常磐村                | 昭和29年3月31日 多古町 | 多古町           | 多古町           |
| 香取郡           | 南玉造村         |                  |                        | 常磐村           | 常磐村               | 常磐村                | 昭和29年3月31日 多古町 | 多古町           | 多古町           |
| 香取郡           |                  | 南中村           | 南中村                 | 中村             | 中村                 | 中村                  | 昭和29年3月31日 多古町 | 多古町           | 多古町           |
| 香取郡           | 北中村           |                  |                        | 中村             | 中村                 | 中村                  | 昭和29年3月31日 多古町 | 多古町           | 多古町           |
| 香取郡           | 南並木村         |                  |                        | 中村             | 中村                 | 中村                  | 昭和29年3月31日 多古町 | 多古町           | 多古町           |
| 香取郡           | 南借當村         |                  |                        | 中村             | 中村                 | 中村                  | 昭和29年3月31日 多古町 | 多古町           | 多古町           |
| 香取郡           | 南和田村         |                  |                        | 中村             | 中村                 | 中村                  | 昭和29年3月31日 多古町 | 多古町           | 多古町           |
| 香取郡           | 中村新田         |                  |                        | 中村             | 中村                 | 中村                  | 昭和29年3月31日 多古町 | 多古町           | 多古町           |

### 地名由來
地名由來已不可考，一說是古代此地多湖，後演變為「多胡」，再演變為現在的「多古」

## 教育

### 高等學校
- [[:千葉縣立多古高等學校}|千葉縣立多古高等學校}]]
- 座學高等學校（日语：わせがく高等学校）

### 中學校
- 多古町立多古中學校

### 小學校
- 多古町立久賀小學校
- 多古町立多古第一小學校（日语：多古町立多古第一小学校）
- 多古町立多古第二小學校（日语：多古町立多古第二小学校）
- 多古町立常磐小學校
- 多古町立中村小學校

## 人口
| 多古町人口分布圖 |                                               |  |
| 多古町與日本全國年齡別人口分布比較圖 （2005年資料） | 多古町的年齡、男女別人口分布圖 （2005年資料） |  |
| ■紫色是多古町 ■綠色是全国 | ■藍色是男性 ■紅色是女性                       |  |
| 多古町人口變化 \| 1970年 \| 17,367人 \| \| \| 1975年 \| 17,141人 \| \| \| 1980年 \| 17,133人 \| \| \| 1985年 \| 17,429人 \| \| \| 1990年 \| 17,683人 \| \| \| 1995年 \| 18,201人 \| \| \| 2000年 \| 17,603人 \| \| \| 2005年 \| 16,950人 \| \| \| 2010年 \| 16,002人 \| \| \| 2015年 \| 14,724人 \| \| \| 2020年 \| 13,735人 \| \| |                                               |  |
| 資料來源：日本總務省統計中心提供之人口普查數據 |                                               |  |
| 1970年 | 17,367人                                      |  |
| 1975年 | 17,141人                                      |  |
| 1980年 | 17,133人                                      |  |
| 1985年 | 17,429人                                      |  |
| 1990年 | 17,683人                                      |  |
| 1995年 | 18,201人                                      |  |
| 2000年 | 17,603人                                      |  |
| 2005年 | 16,950人                                      |  |
| 2010年 | 16,002人                                      |  |
| 2015年 | 14,724人                                      |  |
| 2020年 | 13,735人                                      |  |

## 交通
町內沒有鐵路。

### 道路
- 圈央道（建設中）
- 一般國道
  - 國道296號線（日语：国道296号）
- 主要地方道
  - 千葉縣道16號佐原八日市場線（日语：千葉県道16号佐原八日市場線）
  - 千葉縣道44號成田小見川鹿島港線（日语：千葉県道・茨城県道44号成田小見川鹿島港線）
  - 千葉縣道45號八日市場八街線（日语：千葉県道45号八日市場八街線）
  - 千葉縣道74號多古笹本線（日语：千葉県道74号多古笹本線）
  - 千葉縣道79號橫芝下總線（日语：千葉県道79号横芝下総線）
- 都道府縣道
  - 千葉縣道106號八日市場佐倉線（日语：千葉県道106号八日市場佐倉線）
  - 千葉縣道113號佐原多古線（日语：千葉県道113号佐原多古線）
  - 千葉縣道114號八日市場山田線（日语：千葉県道114号八日市場山田線）
  - 千葉縣道120號多古栗源線（日语：千葉県道120号多古栗源線）
  - 千葉縣道127號多古山田線（日语：千葉県道127号多古山田線）
- 道之驛
  - 道之驛多古（日语：道の駅多古）

### 路線巴士
- JR巴士關東
  - 東關東支店（日语：ジェイアールバス関東東関東支店）
    - 八日市場站 - 多古台巴士總站 - 三里塚 - JR成田站
    - 多古台巴士總站 - 佐原站
- 千葉交通（日语：千葉交通）
  - 多古營業所（日语：千葉交通多古営業所）
    - 成田空港第2大樓（機場第2大樓站） - 赤池 - J-Film
    - 多古 - 橫芝站
    - 多古 - 大榮栄支所
- 多古町循環巴士（日语：多古町循環バス）
- 多古-成田機場間接駁巴士 （多古 - 成田機場第2大樓）

### 高速巴士
- JR巴士關東、千葉交通
  - 東京站八重洲南口（下車地在日本橋口） - 多古 - {link-ja|八日市場站|八日市場駅}} - 匝瑳市役所

## 名勝、古蹟、觀光地、祭典、活動
- 多古祇園祭

獅鹿子舞（千葉縣指定無形民俗文化財）
- 松崎神社（日语：松崎神社）

北條塚古墳（千葉縣指定史跡）
- 勺子塚古墳（日语：しゃくし塚古墳）（千葉縣指定史跡）
- 千田城（日语：千田城）跡
- 日本寺（日语：日本寺 (多古町)）（中村檀林）
- 蓮華寺（日语：蓮華寺 (多古町)）（玉造檀林）
- 妙光寺（日语：妙光寺 (多古町)）
- 淨妙寺（日语：浄妙寺 (多古町)）
- 東禪寺（日语：東禅寺 (多古町)）

## 特產
- 多古米
- 大和芋（產量全國第二）

## 備註
1. ↑  角川日本地名大辞典編纂委員会『角川日本地名大辞典 12 千葉県』、角川書店、1984年 ISBN 4040011201より

## 外部連結
- 千葉縣多古町